# Mátételke
Mátételke ist eine ungarische Gemeinde im Kreis Bácsalmás im Komitat Bács-Kiskun.

## Geografische Lage
Mátételke liegt ungefähr sechs Kilometer nordwestlich der Kreisstadt Bácsalmás, an den Kanälen Mátételki-Kigyós und Legelői-csatorna. Nachbargemeinden sind Tataháza, Bácsbokod und Felsőszentiván.

## Geschichte
Die erste schriftliche Erwähnung des Ortes stammt aus dem Jahr 1651. Er trug ehemals den Namen Matheovics. Die Einwohner waren zum großen Teil römisch-katholische Dalmatiner aus Kroatien. 1877 ließ der Grundbesitzer József Rudics die erste Schule in Matheovics bauen, an der ein Lehrer auf Dalmatinisch und Ungarisch unterrichtete. Seit 1904 trägt der Ort offiziell den heutigen Namen Mátételke. Ab  1927 gab es im Ort ein Postamt, ein Dorfhaus sowie eine Notarwohnung. Ein Jahr später wurde eine gemeinschaftliche Brennerei gegründet. Weiterhin entstand ein Bauernkreis, der ab 1929 eine Bibliothek betrieb.

## Infrastruktur
In Mátételke gibt es Kindergarten, Bücherei, Post, Hausarztpraxis, Kirche, eine Gaststätte, zwei Einzelhandelsgeschäfte und das Bürgermeisteramt.

## Sehenswürdigkeiten
- Millenniums-Gedenksäule
- Römisch-katholische Kirche Szent Mihály, erbaut 1936

## Verkehr
Durch Mátételke verläuft die Landstraße Nr. 5504, zwei Kilometer nördlich die Hauptstraße Nr. 55. Die nächstgelegenen Bahnhöfe befinden sich in Bácsalmás und Mélykút.